# Cimitero militare italiano a Breslavia
Il cimitero militare italiano a Breslavia è un cimitero di guerra che si trova a Breslavia. Vi sono sepolti i soldati italiani catturati prigionieri dai tedeschi dopo la battaglia di Caporetto il 24-27 ottobre 1917.
La costruzione del cimitero è iniziata nel 1927, ed il suo costo fu coperto interamente dal governo italiano. Vi sono sepolti i resti di 1016 soldati morti nei campi di prigionia a Breslavia e in settanta altre città della Bassa Slesia. Il cimitero è stato costruito in un'area del parco dove si trova anche il Cimitero Grabiszyński.
Nella parte centrale, all'incrocio dei due viali perpendicolari si trova un obelisco progettato dallo scultore Angelo Negretti, con una scritta: Pax – L'Italia ai suoi figli caduti nella guerra mondiale MCMXV-MCMXVIII. La cerimonia di apertura si è svolta il 2 novembre 1928.
 Alla fine del 1943, vi sono stati sepolti anche 20 soldati italiani catturati dai tedeschi dopo l'8 settembre e molto probabilmente fucilati a Breslavia.

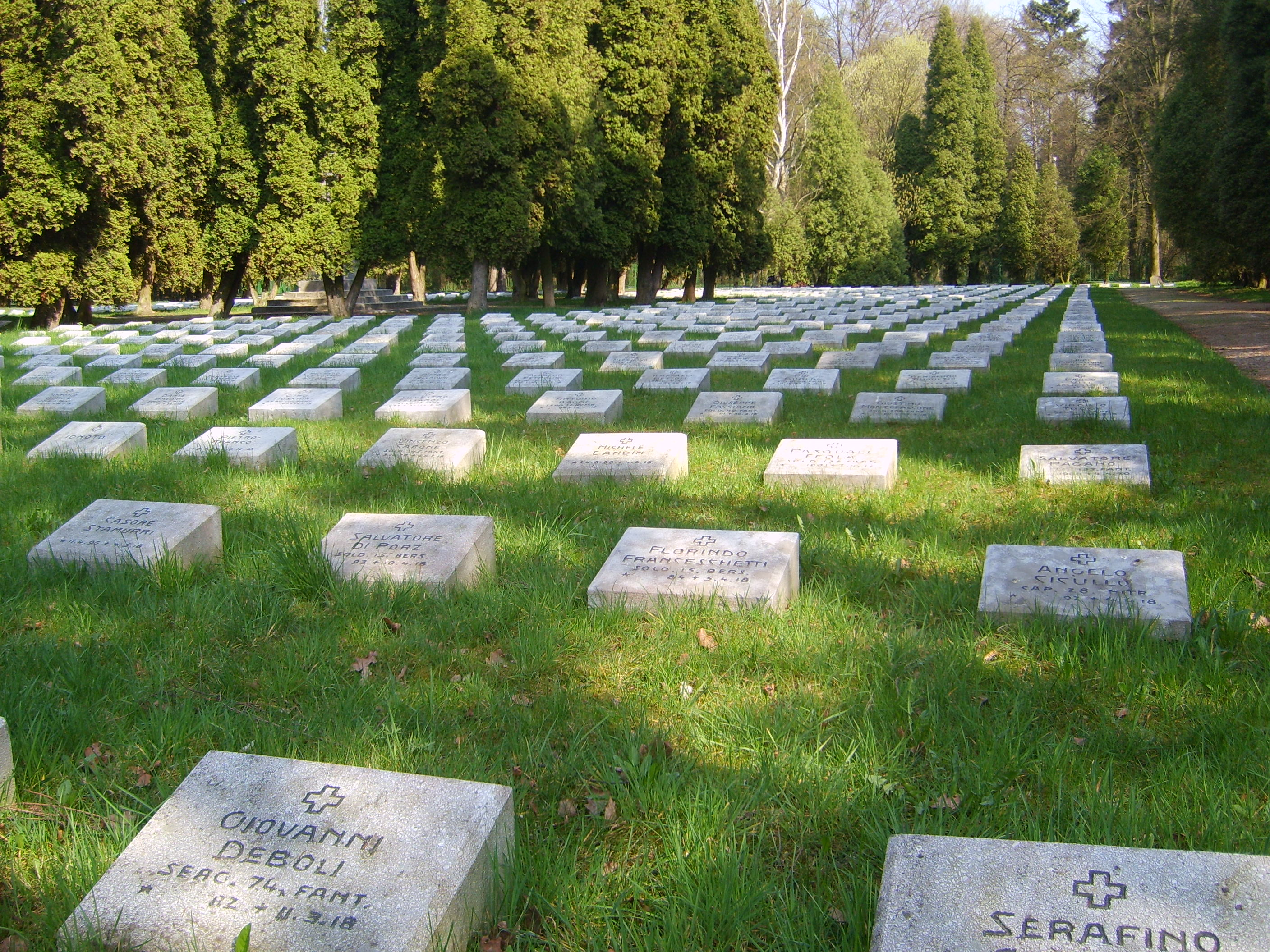
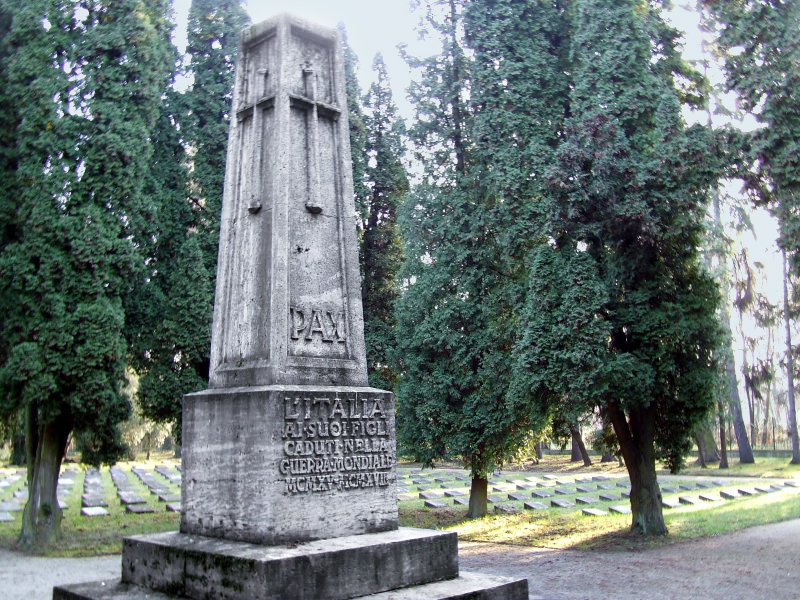
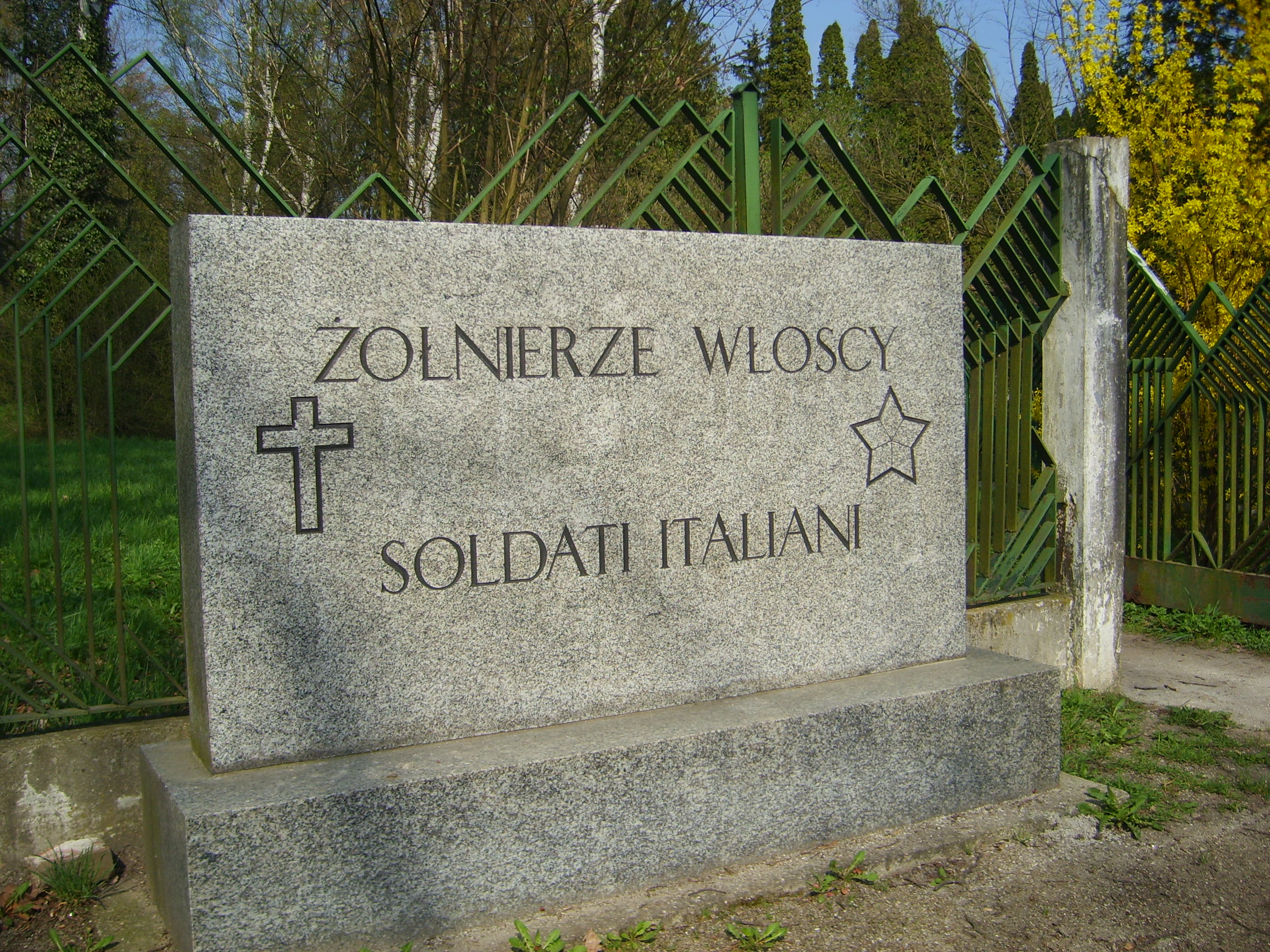
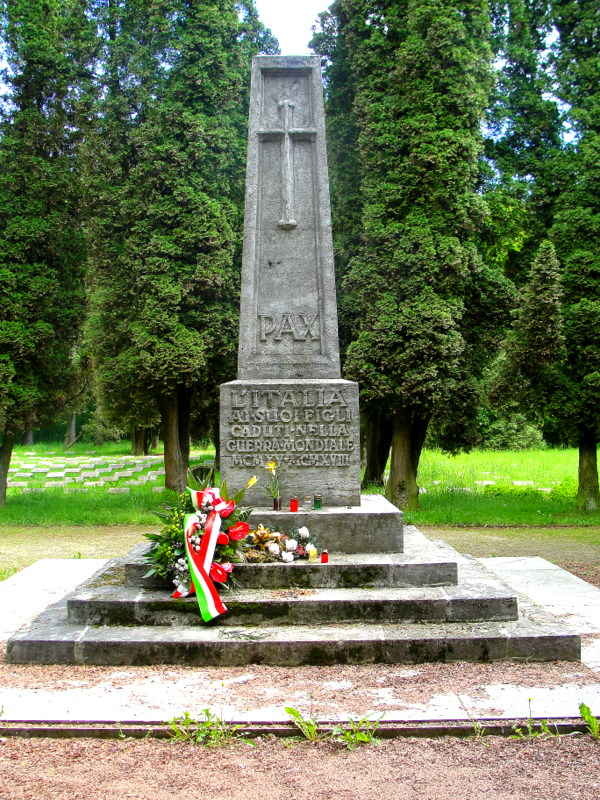
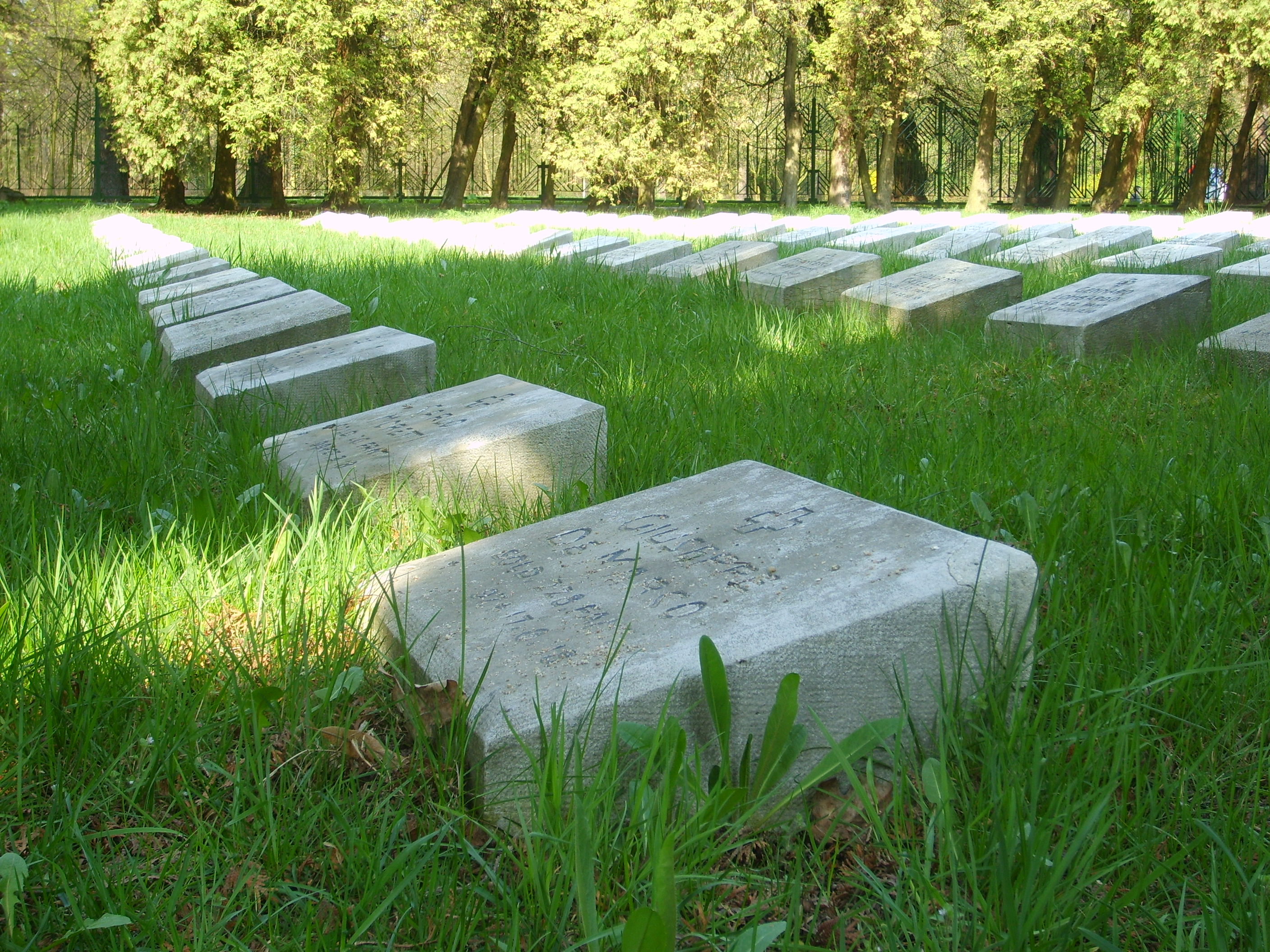